# Hans Donner
Hans Donner (Wuppertal, 31 luglio 1948) è un designer, grafico e artista tedesco naturalizzato brasiliano.
Per un periodo la sua nazionalità è stata austriaca.

## Biografia
Originario della Renania, ha vissuto dal 1965 al 1970 in Austria, dove si è diplomato designer. Trasferitosi subito dopo in Brasile, vi ha aperto il proprio studio professionale. 
Nel 1975 è stato scelto per realizzare il nuovo logo di Rede Globo, ritoccato poi in seguito più volte sempre da lui fino al 2015. Per il network brasiliano ha inoltre creato la grafica di molte "aberturas" di telenovelas e numerosi arredi usati nelle stesse serie  . 
Donner ha collaborato anche con la Dreamworks Animation negli USA e con l'emittente portoghese Sociedade Independente de Comunicação . Esposizioni di sue opere si sono tenute a Parigi, Roma, Milano, Londra, Edimburgo, New York, oltre che in Brasile.

## Vita privata
Marito per molti anni della modella Valeria Valennsa, ha divorziato nel 2019. Dal matrimonio sono nati due figli.